# Zeitbestimmung (Astronomie)
Der Begriff der Zeitbestimmung wird in der Astronomie und Astrogeodäsie als Äquivalent zu jenem der astronomischen Ortsbestimmung verstanden.
Während bei der Ortsbestimmung – zutreffender: Bestimmung der geografischen bzw. astronomischen Breite und Länge – die Positions- und Winkelmessung im Vordergrund steht, ist es bei der Zeitbestimmung die präzise Beobachtung von Sterndurchgängen. Als Zeit wird hier die Sternzeit des Standortes (des Observatoriums) verstanden, die sog. Ortssternzeit Θ. Sie entspricht der RA-Koordinate all jener Sterne, die im Moment durch die Meridianebene des Beobachters gehen. Sterne außerhalb des Meridians werden durch ihren momentanen Stundenwinkel (siehe unten) charakterisiert, der sich infolge der Erdrotation um 15,04107° pro Stunde ändert (1 Erddrehung in 23:56:04,091 Stunden).

## Geschichte
Bereits der griechische Dichter Hesiod (Bauer im böotischen Dorf Askra, um 700 v. Chr.) beschreibt die richtigen Zeitpunkte für Aussaat, Ernte, Seefahrt usw. mittels Sternphasenerscheinungen, wie Morgenerst und Morgenletzt. Im alten Ägypten erfolgten analoge Festlegungen durch den heliakischen Aufgang des Sirius, mit dem sich die alljährliche Nilüberschwemmung ankündigte.
Die genaue Uhrzeit war hingegen im antiken Alltag nicht von Bedeutung. Es genügte eine Stundenzählung ab Sonnenaufgang – entweder als temporale Stunden (je 12 für Tag und Nacht) oder später als gleichmäßige babylonische Stunden. In manchen Kulturen zählte man auch nach Sonnenuntergang (italienische Stunden). Diese Zeitbestimmungen erfolgten mit einfachen Sonnenuhren oder mit dem Gnomon. Für kürzere Zeitintervalle wurden Wasser- oder Sanduhren verwendet. Genauere Methoden kannten lediglich die Priesterastronomen und Wissenschaftler, von denen vor allem das Astrolabium zur Messung und Berechnung von Gestirnshöhen und vereinzelt das Nokturnal am Großen oder Kleinen Wagen eingesetzt wurde.
Dass jedoch Fachleute bei diesen Beobachtungen von Gestirnen, des astronomischen Mittags, der Morgen- und Abendweite usw. die Genauigkeit einiger Minuten erreichen konnten, legen manche frühen Ergebnisse nahe: vor allem die ersten Sternkataloge um 150 v. Chr., aber auch die ägyptische Jahreslänge von 365,25 Tagen, die der Julianische Kalender übernahm, sowie genaue Mondzyklen und Umlaufzeiten von Planeten.
Die ersten Räderuhren und Turmuhren entstanden um 1300, wirklich genaue Zeitmessungen aber erst um 1650 mit den Pendeluhren und der Einführung des Sekundenzeigers. Ab dann stieg die erreichbare Genauigkeit jedes Jahrhundert um den Faktor 10, bis von 1940 bis 1970 die Quarzuhren von Millisekunden zu den Mikrosekunden vorstießen und heutige Atomuhren sogar 10−15 erreichen.

## Grundgleichungen der Zeitbestimmung
Die Ortssternzeit entspricht der Sternkoordinate Rektaszension (RA oder α) plus dem momentanen Stundenwinkel t des beobachteten Gestirns gemäß der 
Grundgleichung:   Θ = α + t
Die Differenz zweier Ortssternzeiten ist ident mit der Differenz ihrer geografischen (genauer: astronomischen) Längen λ1 und λ2. Wenn daher zwei Sternwarten eine astronomische Zeitbestimmung durchführen, können sie durch Vergleich ihrer Uhren ihre gegenseitige Lage (genauer: den Winkel zwischen ihren Meridianebenen) bestimmen: 
λ2 -λ1 = Θ2 - Θ1
Wird statt einer der Ortssternzeiten jene am Greenwich-Meridian selbst genommen (was heute aufgrund der weltweiten Zeitzeichendienste leicht möglich ist), so ergibt sich direkt die Länge λi der Sternwarte. 

(Achtung: dieser Wert ist nicht die geografische Länge, sondern ihr mit der wahren Lotrichtung zusammenhängendes astronomisches Äquivalent: der Winkel der Meridianebene zu jener in Greenwich, bzw. der ost-westliche Differenzwinkel der Lotrichtungen).

## Traditionelle Längendifferenz-Messung zwischen Sternwarten
Mit dieser Methode wurden bis zum 19. Jahrhundert zahlreiche Observatorien relativ zueinander eingemessen, indem sie ihre Chronometer vorsichtig zu einem Vergleichsort brachten. Zuletzt erfolgte dies beim Albrecht'schen Längenausgleich um 1900. Die an sich genaueren Pendeluhren durfte man jedoch nicht transportieren. Die Erfindung der Telegrafie hat diese mühsame Art des Uhrvergleichs erübrigt, jene der leicht transportablen Quarzuhren hingegen vorübergehend wieder praktikabel gemacht. Heute erfolgen Zeitvergleiche per Funk, mit LORAN- oder TV-Steuersignalen, oder direkt im System der Funk-Zeitsignale oder der GPS-Satelliten. Nur manchmal – wenn es um besonders hohe Genauigkeiten geht – werden Atomuhren zum Vergleich noch an einen gemeinsamen Ort gebracht.
Seit 1980 gab es in Europa noch einige größere Messkampagnen für einen astronomischen Längenausgleich, unter anderem mit dem Danjon-Astrolab und einigen Zirkumzenitalen zwischen den Orten München, Wien, Graz und der Fundamentalstation Wettzell, die Genauigkeiten im Bereich der Millisekunden erbrachten (entsprechend einem Winkelfehler von nur 0,01"). Sie waren Teil eines Programms zur internationalen Vernetzung von Referenzstationen, um die einzelnen hochpräzisen Astrogeoide exakt aneinander anschließen zu können. Später wurden noch weitere Observatorien in das Netz einbezogen, nur einige Sternwarten am Balkan (u. a. Belgrad) mussten kriegsbedingt ausgelassen werden. Auf dem Belgrader Astronomenkongress 2003 wurde angeregt, dies nachzuholen, was aber anderen Fachleuten angesichts von Satelliten-Geoidprogrammen wie GRACE nicht mehr zeitgemäß erschien.

## Bestimmung der Ortssternzeit
Für die örtliche Zeitbestimmung selbst gibt es eine Reihe von Standard- und viele Sonderverfahren, die je nach lokalen Gegebenheiten (Instrumente und Zeitsystem, geografische Lage, begrenzter Landschaftshorizont, Refraktion, Bewölkung...) variiert werden können. Die wichtigsten sind:
- Meridianpassagen mit Gruppen von Sternpaaren (siehe auch Horrebow-Talcott-Methode)
- Sterndurchgänge im Ersten Vertikal
- Methode gleicher Höhen (Danjon-Astrolab, Zirkumzenital für feste Stationen, Ni2-Astrolab für Feldstationen)
- Zenitteleskope (PZT) bzw. Zenitkameras.

## Rechtslage in Deutschland
In Deutschland steht das Recht der Zeitbestimmung nach Art. 73 Abs. 1 Nr. 4 GG allein dem Bund zu. Die Zeit in Deutschland wurde bis 12. Juli 2008 durch das Gesetz über die Zeitbestimmung und wird seither durch das Einheiten- und Zeitgesetz geregelt.